# Poonamallee (Taluk)
Der Taluk Poonamallee (Tamil: பூந்தமல்லி வட்டம்) ist ein Taluk (Subdistrikt) des Distrikts Tiruvallur im indischen Bundesstaat Tamil Nadu. Hauptort ist die namensgebende Stadt Poonamallee.

## Geografie
Der Taluk Poonamallee liegt im Südosten des Distrikts Tiruvallur im Vorortgürtel der Metropole Chennai (Madras). Er grenzt an den Taluk Tiruvallur im Westen, den Taluk Ambattur im Nordosten und den Taluk Sriperumbudur des Distrikts Kanchipuram im Süden.
Der Taluk Poonamallee ist deckungsgleich mit dem gleichnamigen Block. Seine Fläche beträgt 178 Quadratkilometer.

## Bevölkerung
Nach der Volkszählung 2011 hat der Taluk Poonamallee 652.904 Einwohner. Durch die Nähe zur Metropole Chennai ist der Taluk Poonamallee stark urbanisiert und dicht besiedelt: 89,5 Prozent der  Bevölkerung werden als städtisch klassifiziert, die Bevölkerungsdichte beträgt 3.668 Einwohner pro Quadratkilometer.

## Städte und Dörfer
Zum Taluk Poonamallee gehören die folgenden Orte:
Städte:
- Avadi
- Poonamallee
- Thirunindravur
- Thirumazhisai
- Tiruverkadu

Zensusstädte:
- Adayalampattu
- Kannapalayam
- Kattupakkam
- Nadukuthagai
- Nazarathpettai
- Nemilicheri
- Senneerkuppam
- Varadarajapuram

Dörfer:
| - Agaramel - Agraharamel - Amudurmedu - Banaveduthottam - Gudapakkam - Karunakaracheri - Kilmanambedu - Kolappancheri - Korattur - Kuthambakkam - Meppur - Meyyur - Narasingapuram | - Nemam - Nochimedu - Padur - Parivakkam - Parvatharajapuram - Pidarithangal - Sembarambakkam - Soranjeri - Thirumalarajapuram - Thiruninravur - Thukkanampattu - Vellavedu - Voyalanallur |